# 8849 Brighton
8849 Brighton (1990 VZ4) là một tiểu hành tinh vành đai chính được phát hiện ngày 15 tháng 11 năm 1990 bởi E. W. Elst ở Đài thiên văn Nam Âu.